# Isla de San Quirico
Isla de San Quirico (en búlgaro: остров св. Кирик, ostrov sv. Kirik; también conocida como Isla de San Cirilo o Isla de Julita y Quirico) es una isla de Bulgaria en el Mar Negro, situada a 150 metros de la península de Stolets. Tiene una superficie de alrededor de 0,08 kilómetros cuadrados y una altura de 15 metros. La isla está conectada al continente por medio de una carretera y un rompeolas. A diferencia de la mayoría de otras islas del Mar Negro de Bulgaria, su infraestructura está completamente establecida.
La isla debe su nombre al monasterio medieval de San Quirico y Julieta (Julita), cuyas ruinas todavía permanecen allí.